# Tresčí války

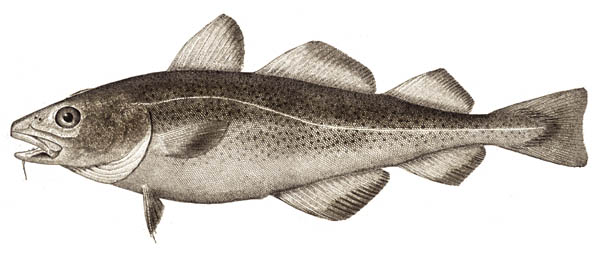
Treska obecná, jejíž lov britskými rybáři v islandských teritoriálních vodách byl základní příčinou sporů

Tresčí války (anglicky Cod Wars, islandsky Þorskastríðin či Landhelgisstríðin = spor o teritoriální vody) byly sérií konfrontací a incidentů mezi Islandem a Spojeným královstvím v 50. a 70. letech 20. století. Jejich podstatou byl spor mezi oběma státy o práva rybolovu a vytyčení teritoriálních vod Islandu. Během sporu docházelo k vášnivým střetům mezi Islandskou pobřežní stráží a britskými trawlery a loděmi Royal Navy, které kulminovaly v některých případech taranováním a ojedinělými ostrými výstřely (vše se obešlo bez obětí na životech). Zničeno a proraženo bylo několik lodí. Největší váhu však měly hrozby Islandu, že opustí NATO a uzavře jeho základnu na svém území. Tresčí války tak skončily úspěchem Islandu, který prosadil mezinárodní uznání nové hranice svých teritoriálních vod a zásadní omezení lovu britských rybářů v nich.

## První tresčí válka

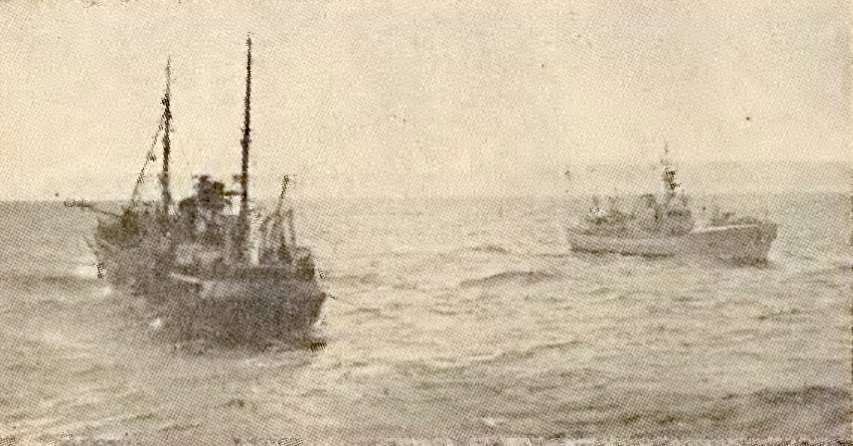
Britský trawler Coventry za první tresčí války míjí plavidlo islandské pobřežní stráže Albert

Trvala od 1. září do 11. března 1961. Island během ní rozšířil pásmo svých vod ze čtyř na dvanáct námořních mil.

## Druhá tresčí válka
Trvala od 1. září 1972 do 3. října 1973. Island rozšířil pásmo svých vod na 50 námořních mil. V dohodě z 8. listopadu se Velká Británie zavázala omezit rybolov jen na některé oblasti a snížit objem úlovků.

## Třetí tresčí válka

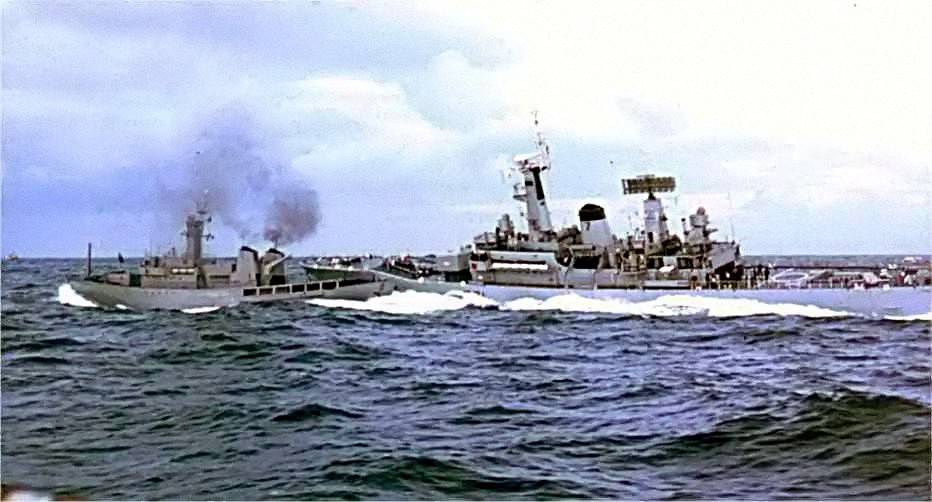
ICGV Óðinn ve střetu s britskou fregatou HMS Scylla (F71) 23. února 1976

Trvala od listopadu 1975 do června 1976. Island rozšířil rozsah exkluzivní (výlučné) ekonomické zóny na 200 námořních mil (370 km) od pobřeží. Velká Británie kapitulovala po hrozbách, že islandská vláda nechá uzavřít základnu NATO u Keflavíku. Vyhrocenou záležitost museli řešit prezident USA a generální tajemník NATO. Rozsah dvousetmílové výlučné ekonomické zóny byl později obecně akceptován a zakotven v mezinárodním právu.

## Ekonomické dopady
Výsledek tresčích válek znamenal katastrofu pro britský rybářský průmysl. Mnoho rybářů přišlo během jediného roku o práci. Severoanglický přístav Hull ztratil výsadní postavení největšího rybářského přístavu v Evropě. Britská vláda vyplácela až do roku 2002 rybářům v postižených oblastech finanční podporu – celkem bylo vyplaceno 37 milionů liber.
Naopak pro Island začalo v 70. letech i díky lovu tresek období blahobytu, které skončilo až finanční krizí v roce 2008.